# Štefan Pinter
Štefan Pinter (madžarsko Pintér István), slovenski vaški sodnik (župan) Gornjega Senika v Porabju in pesnik, * okoli 25. januar 1831, Gornji Senik, † 11. december 1875, Gornji Senik.
Rodil se je v Janezovem bregu (Janošovi breg, Jánoshegy), ki je zdaj del Gornjega Senika, nekoč pa je bil samostojno naselje. Njegovi starši so bili Štefan Pinter in Marija Bajzek.
Iz 1864 se je ohranila katoliška rokopisna pesmarica, katere avtor je bil Pinter. V pesmarici je najstarejša pesem Krisztus nam je od szmrti sztao, srednjeveška velikonočna (vüzemska) pesem iz stiških rokopisov rokopisa iz 15. stoletja. Pesem je preko Prlekije prišla v Porabje, tam pa jo je zapisal Štefan Pinter. 